# Henri de Lacaze-Duthiers

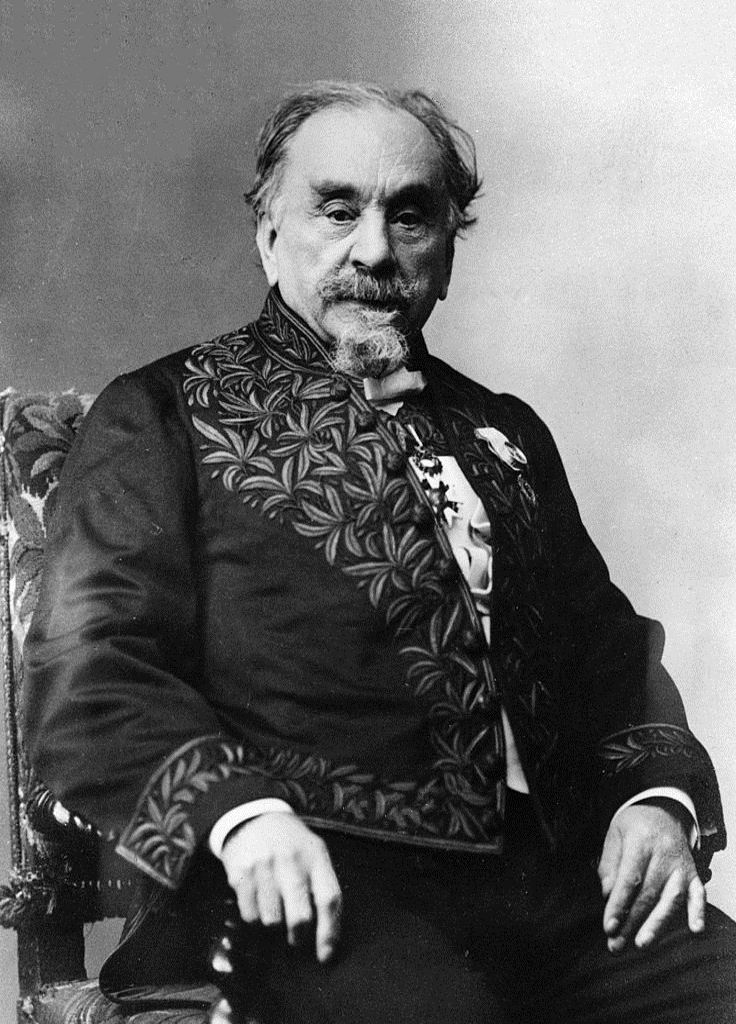
Henri de Lacaze-Duthiers

Félix Joseph Henri de Lacaze-Duthiers, född 15 maj 1821 i Montpezat, departementet Lot-et-Garonne, död 21 juli 1901 i Les Fons, var en fransk zoolog.
Lacaze-Duthiers blev professor i zoologi och jämförande anatomi vid universitetet i Paris 1868. Han blev ledamot av Institut de France 1871 samt av svenska Vetenskapsakademien 1894 och Vetenskapssocieteten i Uppsala samma år. Han utförde ett mycket stort antal arbeten över de ryggradslösa djurens, särskilt blötdjurens, anatomi och utvecklingshistoria. Han lämnade dessutom flera bidrag till kännedomen om ostron och deras odling.